# Gyebaek

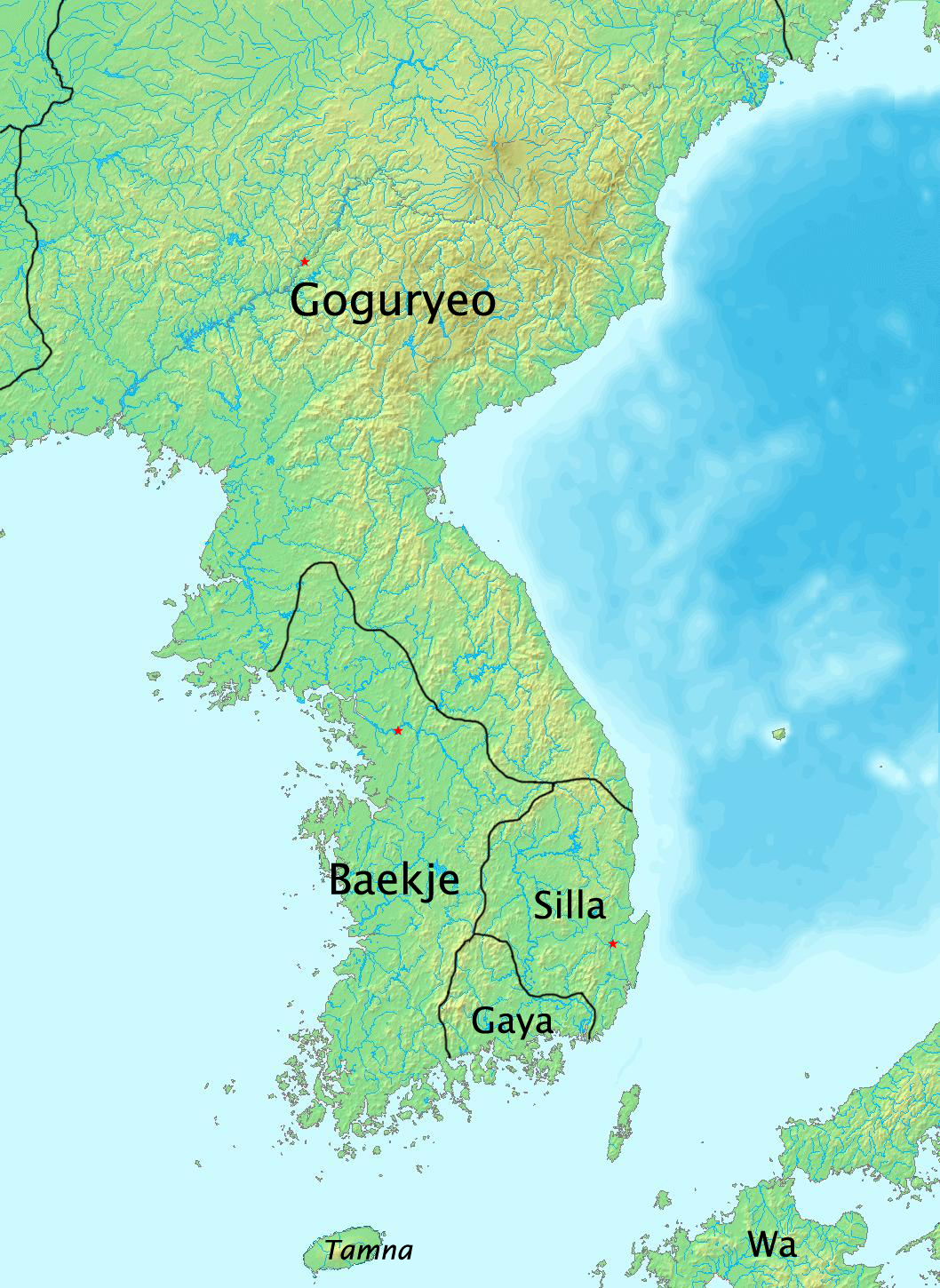
Cele trei regate din Peninsula coreeană în anul 375.

Gyebaek (n. 603 - d. 660) a fost un general al regatului corean Baekje.
Gyebaek s-a născut în anul 603 în satul Manciunia de la granița cu regatul Silla unde a copilarit. Tatăl său a fost marele general Mujin. Dupa moartea tatălui său, Gyebaek s-a infiltrat în palat unde, alături de prințul moștenitor și iubita lui, au rodit planul de îndepartare a reginei din Baekje care deținea toata puterea și îl controla pe rege și pe miniștrii. În anul 621 a fost numit general suprem peste regatul Baekje și a fost trimis să apere granița cu regatul Silla. Până în anul 629 a reușit să cucerească 48 de fortărețe ale regatului Silla. 
După întoarcerea la palat a aflat că prințul mostenitor s-a căsătorit cu iubita lui. În anul 631 prințul moștenitor urcă pe tronul regatului Baekje și îl îndepărtează pe Gyebaek. Fără sprijinul generalului Gyebaek Baekje pierde toate cele 48 de fortărețe cucerite anterior. În anul 645 regele Uyja este nevoit să-l recheme pe Gyebaek. În anul 662 generalul Gyebaek realizaeză o alianță cu regatul Goguryeo pentru a lupta împotriva Imperiului Tang și a regatului Silla. În iarna anului 659 Imperiul Tang atacă Regatul Baekje și îl cucerește în vara anului 660. Generalul Gyebaek moare în anul 660, în bătălia de la Hwangsanbeol dintre regatele Baekje și Silla, și este îngropat în satul Sinsianca din Coreea, deasupra mormântului fiind ridicat un monument ce dăinuie și astăzi.
În ciuda înfrângerii din ultima bătălie cu Silla, Gye Baek este considerat cel mai mare general din istoria regatului Baekje.